# Brad Dusek
John Bradley Dusek (13 de diciembre de 1950 - 10 de junio de 2024) fue un linebacker de fútbol americano profesional para los Washington Redskins de la National Football League (NFL) desde 1974 hasta 1981. Jugó fútbol americano universitario para los Texas A&M Aggies.

## Primeros años
Dusek nació en Longview, Texas, en 1950. Su padre y su hermano mayor jugaron fútbol americano para Temple High School en Temple, Texas, y el primero para Texas A&M University.

## Carrera
Dusek asistió a Temple High School y jugó para su equipo de fútbol americano como mariscal de campo y safety. Fue seleccionado Parade All-American en su último año. Luego se inscribió en Texas A&M University y jugó para los Texas A&M Aggies de 1969 a 1972 como fullback en su ofensiva wishbone. Fue nombrado en el equipo de fútbol americano All-Southwest Conference de 1971 y fue el capitán del equipo de los Aggies en 1972.
Los New England Patriots de la National Football League (NFL) seleccionaron a Dusek como linebacker en la tercera ronda y con la selección 56 del draft de la NFL de 1973. Lo intercambiaron a los Washington Redskins por Donnell Smith, con quienes jugó 114 juegos desde 1974 hasta 1981, 97 como titular. Tuvo 16 recuperaciones de fumbles (incluidos tres devueltos para touchdowns), 14 sacks, cuatro intercepciones y tres touchdowns.Hizo más de 100 tacleadas en las temporadas de 1977, 1978 y 1979. Michael Richman, en The Redskins Encyclopedia, lo llamó "uno de los mejores linebackers externos en la historia de los Redskins".

## Vida posterior
Dusek y su esposa, Marta, tuvieron cuatro hijos. Después del fútbol americano, construyó casas.
Dusek fue incluido en el Salón de la Fama Atlético de Texas A&M en 2014 y en el Salón de la Fama del Fútbol Americano de Preparatoria de Texas en 2018.
A Dusek le diagnosticaron esclerosis lateral amiotrófica (ELA) en septiembre de 2018 y fue declarado "Héroe de ELA" en 2020 por el Capítulo de Texas de la Asociación de ELA.Falleció el 10 de junio de 2024, a los 73 años.